# Finike
Finike, anciennement appelée Phoenicus, est une ville située au bord de la mer Méditerranée dans la province turque d'Antalya, 110 km à l'ouest de la ville d'Antalya. Finike est situé au sud de la péninsule de Teke et est une destination touristique populaire connue pour ses oranges, qui sont le symbole la ville.

## Histoire

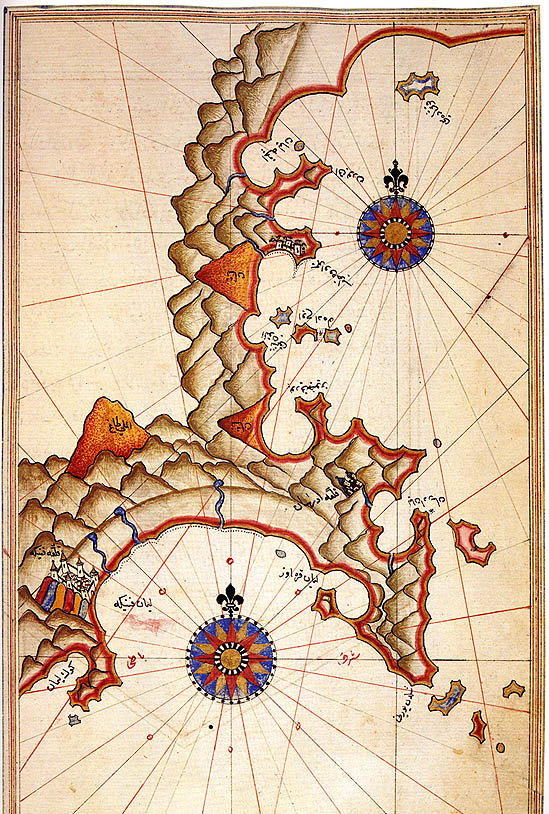
Plan historique de la ville de Finike cartographié par Piri Reis.

Pendant des siècles, Finike, appelée Phoenicus par les Lyciens était un port de commerce, dont dépendait la ville de  Limyra, la capitale de la Lycie. Phoenicus aurait été fondée par les Phéniciens au Ve siècle av. J.-C., et ainsi nommée d'après ses fondateurs.
La zone était cependant habitée bien avant l'arrivée des Phéniciens, des archéologues ont retrouvé des traces de civilisation à proximité de la ville d'Elmalı montrant que la péninsule de Teke était déjà habitée 3000 ans av. J.-C.
Le nom de la ville indiquerait l'existence de contacts suivis entre cette région et les Phéniciens, ainsi que le prestige dont jouissait la Phénicie.
Le commerce le long de la côte d'Asie mineure a d'abord été établi par la Perse, qui a dû céder toute la région de la Lycie à la suite des défaites face aux armées d'Alexandre le Grand. La côte demeura vulnérable aux attaques syriennes, et grecques, venant de l'île de Rhodes jusqu'à ce qu'elle fut introduite dans l'Empire romain, puis dans l'Empire byzantin.
Les Byzantins tinrent la région pendant près de huit siècles avant d'être envahis par les armées arabes en provenance de la péninsule arabique. La région fut prise par les Seldjoukides au XIIIe siècle puis par l'Empire ottoman en 1426.

## Démographie
Le district de Finike compte une population de 45 296 habitants selon le recensement de 2007. La population urbaine est répartie entre la ville même qui compte 10 509 habitants et les quatre municipalités (Hasyurt, Sahilkent, Turunçova et Yesilyurt) et quatorze villages regroupant 34 787 habitants sur une surface totale de 655 km².

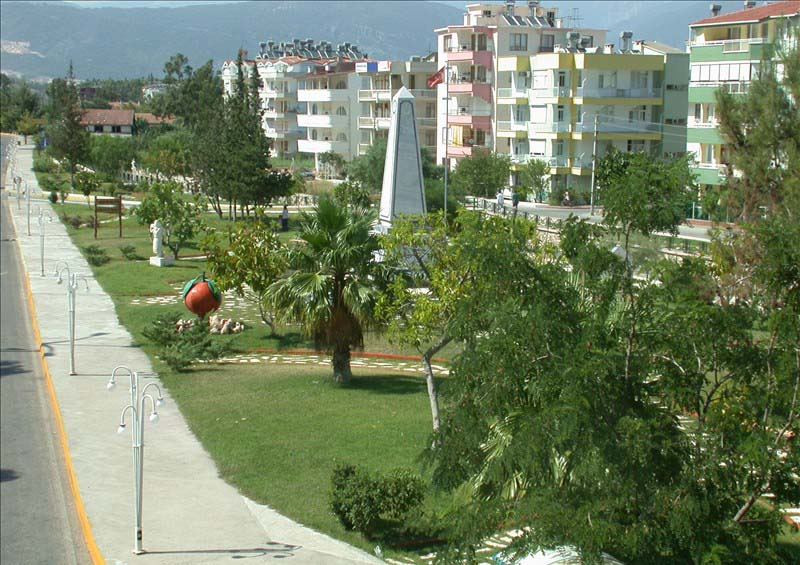
Une avenue de Finike, avec une orange, symbole de la ville.

| Villes/Villages | Population(2007) |
| --------------- | ---------------- |
| Finike          | 10509            |
| Akçaalan        | 160              |
| Alacadağ        | 188              |
| Arifköy         | 989              |
| Asarönü         | 93               |
| Boldağ          | 151              |
| Çamlıbel        | 249              |
| Dağbağ          | 211              |
| Gökbük          | 350              |
| Gökçeyaka       | 96               |
| Günçalı         | 661              |
| Hasyurt         | 7134             |
| Sahilkent       | 8211             |
| Turunçova       | 8629             |
| Yalnız          | 742              |
| Yazır           | 294              |
| Yeşilköy        | 282              |
| Yeşilyurt       | 3946             |
| Yuvalılar       | 2401             |
| Total           | 45296            |

## Activités

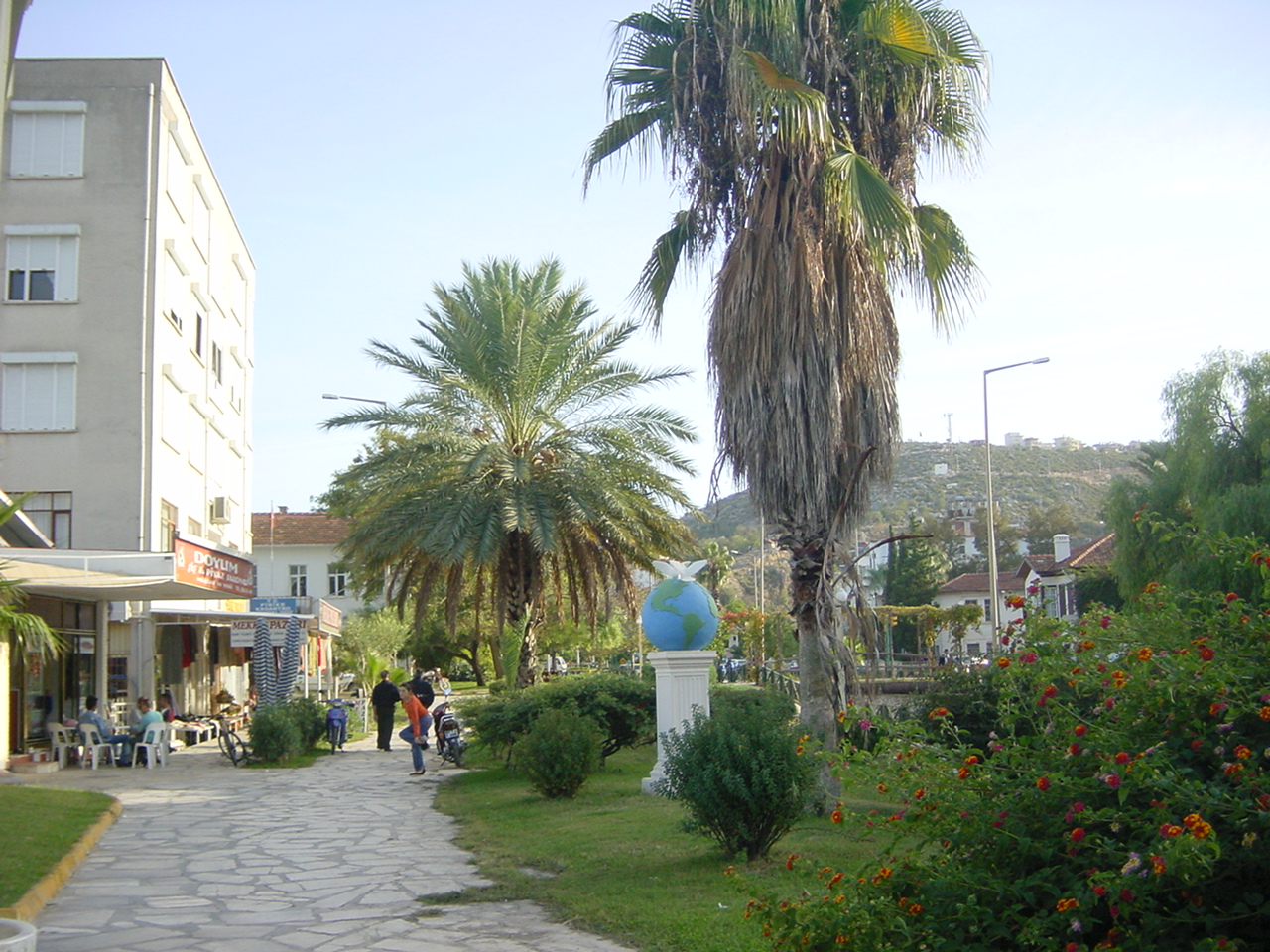
Centre-ville de Finike.

L'économie locale repose en partie sur l'agriculture, et notamment sur le commerce des oranges et d'autres agrumes. Il est complété par les revenus du tourisme en été générée par l'attrait de la « Riviera turque », même si en raison de la production d'oranges lucrative pour toute la région et la distance avec la capitale de région Antalya, Finike n'a pas reçu le boom touristique de grande envergure qui a radicalement changé les autres districts côtiers d'Antalya. Finike est une ville paisible où les habitants cultivent un art de vivre local, ne cédant pas à l'appel du tourisme de masse. En effet, les visiteurs que Finike reçoit, sont en majorité des retraités en quête de détente attiré par l'héliotropisme et les sites archéologiques de la région. Une carrière y  extrait du calcaire pâle qui est vendu en tant que matériau de décoration.
Le port de Finike est aujourd'hui un port de plaisance, et dispose d'une flotte de pêche de petite taille. La côte est riche en vie marine, on y trouve des tortues de mer, des espèces locales : le pagre, la Sparidae et le mérou (Epinephelus); des poissons communs dans la partie orientale de la mer Méditerranée: la liche, le Carangidae et des variétés plus répandues telles que le brème, le bar, l'espadon, ou les sardines. Toutefois, le littoral souffre de la surpêche industrielle et de nombreuses variétés, notamment le pagre, sont en déclin.
Les plages de Finike sont un lieu de nidification important pour les tortues de mer Caretta caretta, et les parties rocheuses de la côte sont utilisés par les rares phoques moines de Méditerranée. Toutefois, ils sont en grave danger car la protection de ces espèces est laissée aux politiciens locaux qui ne s'intéressent pas au problème, en témoigne la citation de Mahmut Esen, le maire de la ville de Hasyurt : je vis ici depuis 47 ans et je n'ai jamais vu une tortue de mer.

### Lieux d'intérêt
- Les ruines et le Pont de Limyra près de Limyra à quelques kilomètres à l'est de Finike : on y trouve un théâtre, des tombes, des sarcophages, et des bas-reliefs de l'époque lycienne.
- La cité antique d'Arycanda, dans une vallée étroite de la route vers Elmalı.
- Les ruines de Trysa, avec une frise sculptée représentant Thésée, sur la route de Kaş.
- La grotte de Suluin.
- L'épave d'un navire marchand phénicien, datant d'environ 1200 av. J.-C. au Cap Gelidonya, exposée à Bodrum.